# مدرسه علمیه زنگنه
مدرسهٔ علمیه زنگنه در فاصلهٔ کمی از میدان مرکزی همدان قرار گرفته و در حدود ۳۵۰۰ متر مساحت دارد. این مدرسه در عهد صفویه توسط علیخان زنگنه از وزرای شاه عباس دوم وقف طلاب علوم دینی گردیده و از آن تاریخ به بعد مرکز تعلیم علوم اسلامی و تربیت عالمان دینی در منطقه به‌شمار می‌آید. در قدیم هزینه‌های جاری و شهریه طلاب از موقوفات متعلق به آن که چندین روستا و تعداد قابل توجهی مغازه در بازار شهر بوده‌است، تأمین می‌شده‌است.این حوزه هم اکنون نیز فعال می باشد و طلاب مشغول به فراگیری سطح یک دروس حوزوی هستند علمای شاخصی من جمله آیت الله آخوند ملا علی معصومی در این حوزه درس خوانده اند .